# Caesar Achellam
Caesar Achellam (afirma ter nascido em 1963) foi major-general do Exército de Resistência do Senhor até sua captura em 2012.

## Afiliação ao Exército de Resistência do Senhor
Achellam juntou-se voluntariamente ao Exército de Resistência do Senhor (Lord's Resistance Army, LRA) no final da década de 1980, depois de lutar pelo Exército Democrático do Povo de Uganda (Uganda People's Democratic Army, UPDA), um grupo rebelde que operou no norte do Uganda precedendo o Exército de Resistência do Senhor.
Achellam obteve treinamento militar formal e serviu periodicamente como instrutor em exercícios de treinamento militar para combatentes da organização. Também falava árabe, uma habilidade que utilizou para ajudar a gerir a relação estratégica do grupo armado com o governo sudanês.
Achellam foi detido pelas forças militares ugandenses perto da fronteira República Centro-Africana–República Democrática do Congo, em Maio de 2012.
Antes da captura de Achellam, seu relacionamento com Joseph Kony (líder do Exército de Resistência do Senhor) era incerto. Durante anos, a facção de Achellam operou em estreita proximidade com a de Kony, porém Kony prendeu e colocou Achellam em confinamento solitário em meados de 2007 devido à sua oposição em envolver-se nas negociações de paz de Juba.